# Windows Driver Model
Windows Driver Model ou WDM est le nom général des pilotes pour les systèmes d’exploitation Windows 98 et Windows 2000 de Microsoft. WDM a remplacé VxD introduit sous Windows 3.x.